# James Henry Breasted
James Henry Breasted (27 d'agost de 1865 a Rockford, Illinois - 2 de desembre de 1935 a Nova York), fou un reconegut arqueòleg, egiptòleg i historiador estatunidenc, que va incloure el Pròxim Orient en la civilització occidental.

## Trajectòria
Es va educar al North Central College (en aquell temps, North-Western College) (1888), en el seminari teològic de Chicago, la Universitat Yale (1891) i la Universitat de Berlín (1894). Va ser el primer ciutadà americà que va obtenir la graduació en egiptologia. Breasted estava al capdavant d'una generació d'arqueòlegs-historiadors que van ampliar la idea de la civilització occidental en incloure tot el Pròxim Orient a les arrels culturals d'Europa. Breasted va encunyar el terme "Creixent fèrtil" per descriure l'àrea que va d'Egipte a Mesopotàmia.
Va ser instructor a la Universitat de Chicago el 1894 i professor d'Egiptologia i Història Oriental el 1905 (la primera càtedra als Estats Units). El 1901, el van designar director del Museu Oriental de Haskell, precursor de l'Institut Oriental, que s'havia creat a la universitat de Chicago el 1896.
Tot i que el Museu Oriental de Haskell contenia obres d'art de Pròxim Orient i de l'Extrem Orient, el seu principal interès era a Egipte; va començar a treballar en una compilació de totes les inscripcions jeroglífiques existents, que va ser publicada el 1906 com a Ancient Records of Egypt ("Antics documents d'Egipte"), i segueix sent una important col·lecció de textos traduïts, com Peter A. Piccione va escriure en el prefaci a la seva reimpressió el 2001 que "encara conté certs textos i inscripcions que no s'han retraduït des d'aquest temps."
El 1919, va obtenir el finançament de John D. Rockefeller per A l'Institut Oriental de Chicago, sota els auspicis del qual Breasted va dirigir la primera expedició arqueològica a Egipte de la universitat. El 1923 el van elegir membre de la National Academy of Sciences. Va morir en 1935, de pulmonia, mentre tornava d'un viatge a Egipte. Va ser enterrat al cementiri de Greenwood, Rockford, Illinois. La seva tomba està presidida per un gran obelisc de marbre, que va ser un regal del govern egipci.